# Samarina (Griekenland)
Samarina (Grieks: Σαμαρίνα, Aroemeens: Samarina, Xamarina) is een deelgemeente (dimotiki enotita) van de fusiegemeente (dimos) Grevena, in de Griekse bestuurlijke regio (periferia) West-Macedonië.
Samarina ligt in het noordelijke Pindosgebergte op de oostflank van de Smolikas, op een hoogte van 1450 meter, en wordt beschouwd als een van de hoogst gelegen dorpen van Griekenland en de hele Balkan.
De meerderheid van de inwoners van het dorp zijn Vlachen.